# Chelidura russica
Chelidura russica – gatunek skorka z rodziny skorkowatych i podrodziny Anechurinae.
Gatunek ten opisany został po raz pierwszy w 1977 roku przez Steinmanna jako Anechura russica. Opisu dokonano na podstawie pojedynczego samca, odłowionego w Stawropolu. Do rodzaju Chelidura przeniesiony został przez tego samego autora w 1990 roku.
Skorek ten ma stosunkowo krępe ciało. Jedyny znany okaz – holotypowy samiec ma 8,2 mm długości ciała i 2,8 mm długości szczypiec. Ciemnopomarańczowa (według oryginalnego opisu ruda z brązowymi: nadustkiem i wargą górną), szeroka, szersza od przedplecza głowa ma niewyraźne szwy, nieco wklęśnięty środek tylnej krawędzi i małe, krótsze od skroni oczy. Jasnobrązowe czułki buduje 13 członów, z których pierwszy jest krótszy niż rozstaw czułków, drugi jest krótki, a trzeci zauważalnie dłuższy od czwartego, który z kolei jest nieco krótszy od piątego. Poprzeczne, szerokie, płaskie przedplecze ma przednią krawędź prosto ściętą, przednie kąty krótko zaokrąglone, równoległe i prawie proste krawędzie boczne, łukowato zaokrągloną krawędź tylną i ledwo widoczną bruzdę podłużną przez środek powierzchni. Pod szczątkowymi pokrywami brak jest skrzydeł tylnej pary. Śródplecze i zaplecze mają niewielkie rozmiary. Śródpiersie jest szerokie. Barwa tułowia i szczypiec jest ruda do żółtawobrązowej, zaś odnóży żółtawa lub żółtawobrązowa. Wierzch rudego, rozszerzonego pośrodku odwłok ma tłusty połysk. Drobne, ledwo widoczne pygidium ma poprzeczną krawędź tylną o ściętych kątach. Przysadki odwłokowe (szczypce) są stosunkowo cienkie i krótkie, w widoku bocznym niefaliste, w widoku od góry łukowate i mają ramiona z rozszerzonymi, ale nie listewkowatymi krawędziami wewnętrznymi części nasadowych. Narządy rozrodcze samca są długie i smukłe, o dobrze rozwiniętych paramerach zewnętrznych oraz z krótką virgą zaopatrzoną w równomiernie rozszerzony i dalej lekko falisty pęcherzyk nasadowy i zesklerotyzowaną, wyposażoną w zębokształtny wyrostek płytką przyległą w płacie genitalnym. Przednia krawędź płatu genitalnego jest zaokrąglona.
Owad palearktyczny, znany z południowoeuropejskiej części Rosji, endemiczny dla Kaukazu Północnego.